# Kościół Przemienienia Pańskiego w Sanoku
Kościół pw. Przemienienia Pańskiego w Sanoku – neoromańska świątynia parafii rzymskokatolickiej pw. Przemienienia Pańskiego w Sanoku mieszcząca się przy placu św. Michała, potocznie zwana Farą.
Budynek przylega do ulicy Grzegorza z Sanoka od strony wschodniej i do ulicy Wałowej od strony zachodniej.

## Historia i architektura

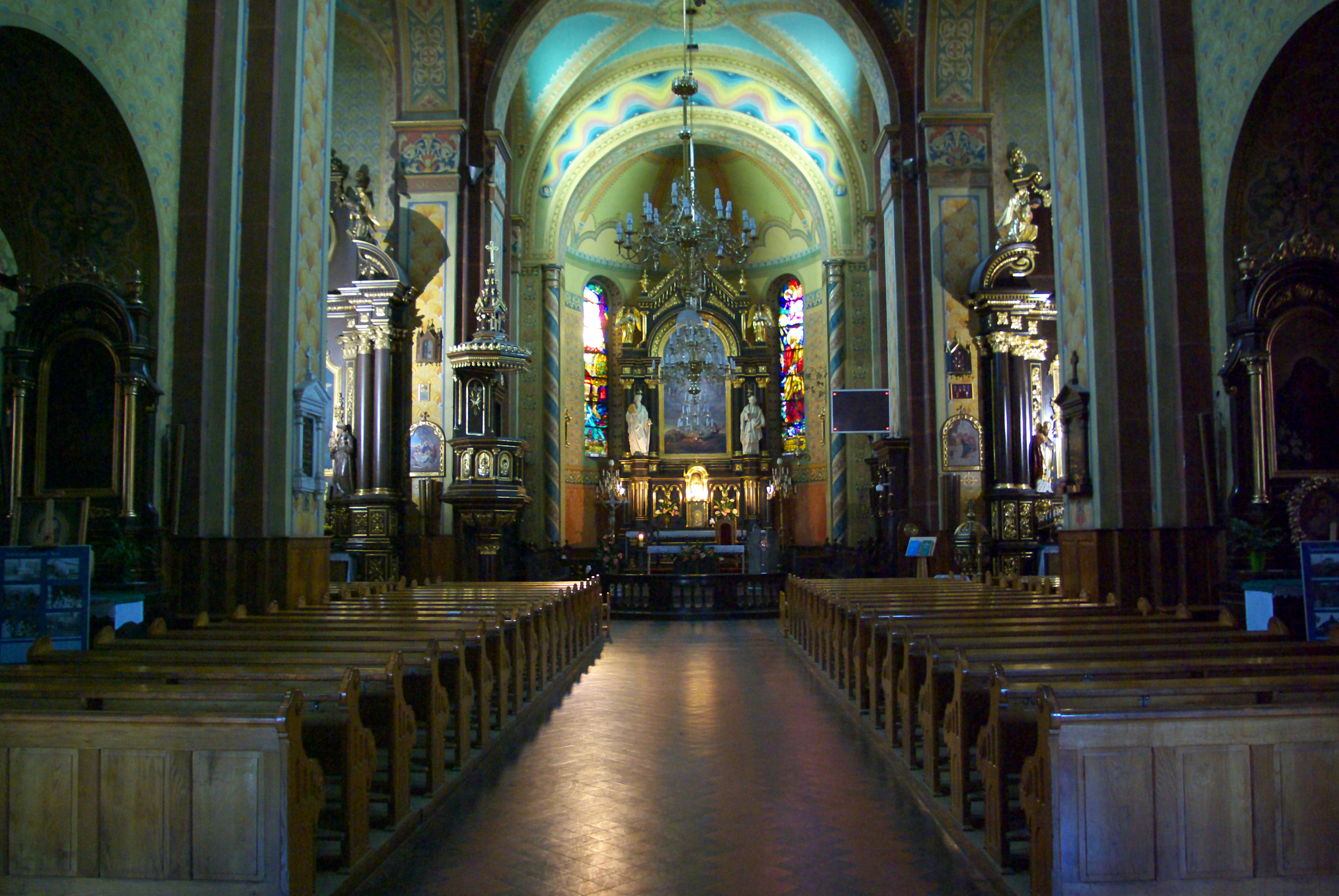
Wnętrze świątyni

Kościół stoi w rejonie, gdzie wcześniej znajdowała się stara gotycka świątynia pw. Michała Archanioła, która doszczętnie spłonęła w 1782 roku i nie została odbudowana. 17 października 1868 Rada Miejska odrzuciła wniosek, aby na istniejącym w tym miejscu placu św. Michała odstąpić teren na budowę nowego kościoła.
Kościół powstał dzięki staraniom ówczesnego proboszcza ks. Franciszka Czaszyńskiego, który od czasu przybycia do Sanoka wyznaczył sobie zadanie zbudowania nowej świątyni. W związku z czym oszczędzał skwapliwie pieniądze na ten cel. Zbieranie środków rozpoczął za kadencji burmistrza Sanoka, Erazma Łobaczewskiego (pełnił funkcję od 1867) i gromadził fundusze. Ofiary na cel budowy przekazali: dwór panujący (8458 złr.), sam Franciszek Salezy Czaszyński (6200 złr.) i parafianie. Na rzecz budowy świątyni przeznaczano także dochody uzyskiwane ze sprzedaży miejsc pochówków na sanockim cmentarzu.
Kościół był budowany w latach 1874-1886 (kamień węgielny wmurowano 31 lipca 1874). Został wzniesiony w stylu neoromańskim według projektu nadinżyniera Namiestnictwa, Józefa Braunseisa. Świątynia została wzniesiona jako murowana, orientowana, na planie prostokąta. Stworzono trzy nawy: główną wyższą oraz dwie poprzeczne boczne niższe. Pierwotnie świątynia posiadała dwa wejścia: do nawy głównej od strony placu św. Michała i do nawy bocznej poprzecznej wschodniej od strony ulicy Grzegorza z Sanoka (drugie wejście zostało zamurowane w listopadzie 1939). W 1886 oddano obiekt w stanie surowym, 16 grudnia tego roku inżynier miejski zezwolił na użytkowanie. Decyzją z 14 grudnia 1886 konsystorz w Przemyślu wydał zezwolenie, w myśl którego ks. Franciszek Salezy Czaszyński w IV Niedzielę Adwentu 19 grudnia 1886 poświęcił kościół i nastąpiło przeniesienie parafii z klasztoru OO. Franciszkanów. Pierwsza msza święta została odprawiona jako pasterka w Wigilię Bożego Narodzenia 24 grudnia 1886. Świątynia nie była wówczas jeszcze ukończona w pełni; budynek był nieotynkowany, nie miał podłogi. 25 sierpnia 1900 kościół został odwiedzony przez Namiestnika Galicji Leona Pinińskiego.
W kolejnych latach trwały prace wykończeniowe w kościele. W lipcu 1895 w kościele zainaugurowały nowe organy, które wykonał Antoni Konieczny z Jasionowa. Dzieło ukończenia dokończył kolejny proboszcz, ks. Bronisław Stasicki, dzięki któremu dobudowano dwie wieże (pomiędzy 1903 i 1906, ich budowę wykonała firma Karola Gerardisa; podczas remontu 1996/1997 w jednej z wież odkryto inskrypcję upamiętniającą wznoszenie wieży, według której została zbudowana w 1904 przez Karola Gircerskiego pod zarządem inż. Ostrowskiego, zaś krzyże wykonał Bazyli Wojtowicz, a złocenia kul Aleksander Piech), zegar, trzy dzwony (zamówione w ludwisarni Karola Szwabe z Białej; nazwane „Maria”, „Józef”, „Michał” których poświęcenia dokonał bp Józef Sebastian Pelczar 23 października 1904) ambonę, witraże, ołtarze, zaś w latach 1906-1907 A. Domański wykonał polichromie według wzoru Antoniego Popiela. Konsekracji kościoła dokonał ks. bp sufragan przemyski Jakub Glazer 12 czerwca 1897. Polichromia secesyjna kościoła została wykonany w latach 1906-1907 przez A. Domańskiego według projektu (i także wykonania) Tadeusza Popiela. Miasto Sanok przekazało na ten cel kamienie z miejskiego kamieniołomu, 60 dębów z miejskiego lasu i przeznaczyło dotację na zakup zegara na wieży kościelnej. Pierwotnie zainstalowane dzwony kościelne zostały podczas I wojny światowej w 1917 zniszczone przez Austriaków (rzucone na plac przed kościołem), zaś według innego wersji zarekwirowane we wrześniu 1917 (ponadto w 1918 zostały przejęte inne elementy, w tym piszczałki organowe); po czym w 1921 Komitet Budowy Dzwonów prowadził akcję zbiórki metali na rzecz odlania nowych dzwonów; w 1925 zostały zakupione i poświęcone nowe dzwony. W 1928 wprowadzono elektryfikację kościoła. W 1972 została wykonana konserwacja polichromii w kościele. W tym samym roku kościół został włączony do uaktualnionego wówczas spisu rejestru zabytków Sanoka. Budynek został wpisany do wojewódzkiego (1990) oraz do gminnego rejestru zabytków miasta Sanoka. Wynikiem działań Komisji Opieki nad Zabytkami, powstałej przy oddziale PTTK w Sanoku, w 1978 umieszczono na fasadzie budynku tablicę informującą o zabytkowym charakterze obiektu.
28 grudnia 1986 odbyły się uroczystości 100-lecia budowy kościoła. We wrześniu 1996 rozpoczęto remont budynku kościoła, podczas którego zaplanowano wymianę pokrycia dachu oraz wykonanie nowych elewacji.
W dniach 2-6 sierpnia 1997 zorganizowano obchody jubileuszu 100-lecia konsekracji świątyni. Z tej okazji została wydana publikacja pt. Parafia Przemienienia Pańskiego w Sanoku. W stulecie konsekracji 1897-1997, autorstwa Edwarda Zająca.

## Proboszczowie i kapłani
- Franciszek Salezy Czaszyński (1858–1898)
- Bronisław Stasicki (1899–1908)
- Władysław Sarna (1908–1909)
- Franciszek Salezy Matwijkiewicz (1909–1933)
- Bartłomiej Krukar (1933–1938)
- Antoni Porębski (1939–1967)
- Adam Sudoł (01.09.1967–31.07.1995)[41][42][43]
- Marian Burczyk (06.08.1995[44]–17.10.1998)[45][46][47][48][49].
- Andrzej Skiba (1998–2018)
- Roman Froń (2018-)[50]

W parafii posługiwali m.in. ks. dr. Józef Drozd, ks. Ludwik Stanisławczyk, ks. Franciszek Witeszczak, ks. Jakub Mikoś, ks. kan. Paweł Rabczak, ks. Antoni Wołek, ks. kap. Roman Kostikow.
Rodakiem tej parafii jest ks. Antoni Dobrzański, powstaniec krakowski.

## Rzeźby i pomniki
- Na elewacji frontowej budynku została umieszczona rzeźba przedstawiająca Matkę Bożą Niepokalanie Poczętą autorstwa Stanisława Piątkiewicza, wykonana ok. 1903-1906 na cześć 50-lecia Dogmatu o Niepokalanym Poczęciu Najświętszej Maryi Panny[14][53].
- Figura Matki Bożej w przedsionku kościoła po lewej stronie[54].
- W kościele znajduje się płyta nagrobna starosty sanockiego Sebastiana Lubomirskiego z 1558 roku, pierwotnie pochodząca z kościoła pw. Michała Archanioła (odkopana podczas prac archeologicznych w 1892 roku).
- Krzyż na wschodniej elewacji kościoła przy ulicy Grzegorza z Sanoka. Inskrypcje u góry: Chrystus wczoraj dziś i na wieki oraz Rok święty 2000. Przy krzyżu tabliczki z nazwami miejsc kaźni: Katyń, Charków, Dachau, Miednoje, Oświęcim upamiętniające ofiary zbrodni katyńskiej. Poniżej tablica z treścią: Poległym w obronie wiary, kościoła i ojczyzny. Mieszkańcom Sanoka A.D. 1998. Krzyż został poświęcony w dniu odpustu parafialnego 6 sierpnia 1998[55].
- Obok kościoła znajduje się pomnik Jana Pawła II. Inicjatorem i donatorem był były prałat ks. Adam Sudoł. Odsłonięty w czerwcu 2011 roku. Autorami byli Marek Maślaniec i Agnieszka Świerzowicz[56]. Odlewnikiem był Karol Badyna. Inskrypcja brzmi: Bł. Jan Paweł II, Papież. 1978-2005.
- Przed kościołem został ustanowiony kamień pamiątkowy, upamiętniający misje święte w dniach 1–8 kwietnia 2017; inskrypcja brzmi: Miłość Chrystusa przynagla nas (2Kor 5, 14). Parafialne misje ewangelizacyjne 1–8 kwietnia 2017[57].

## Tablice pamiątkowe

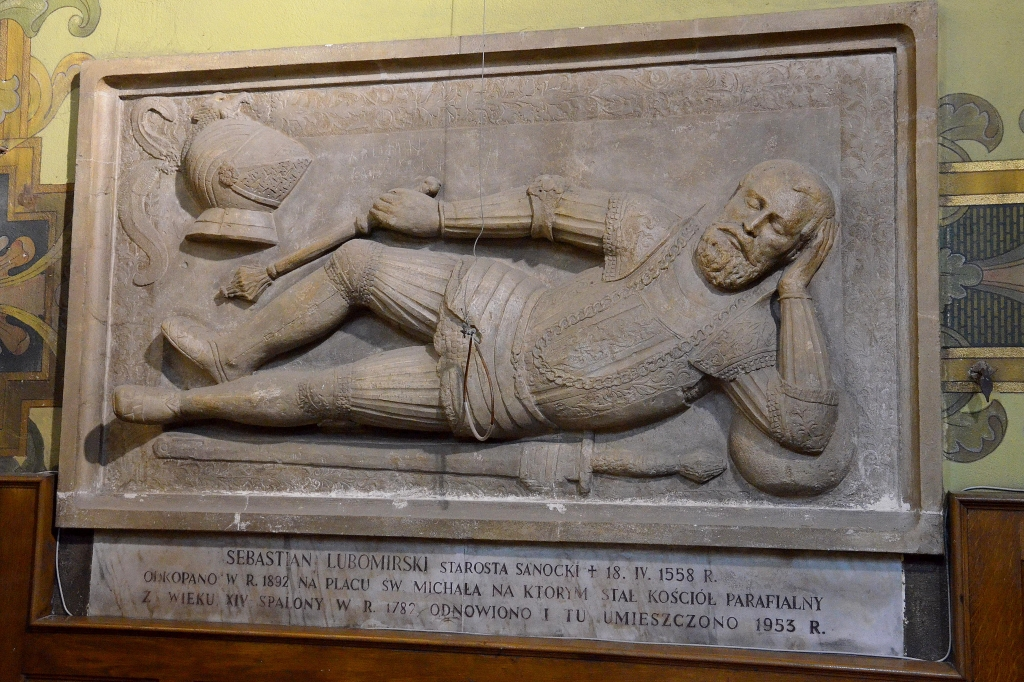
Epitafium Sebastiana Lubomirskiego

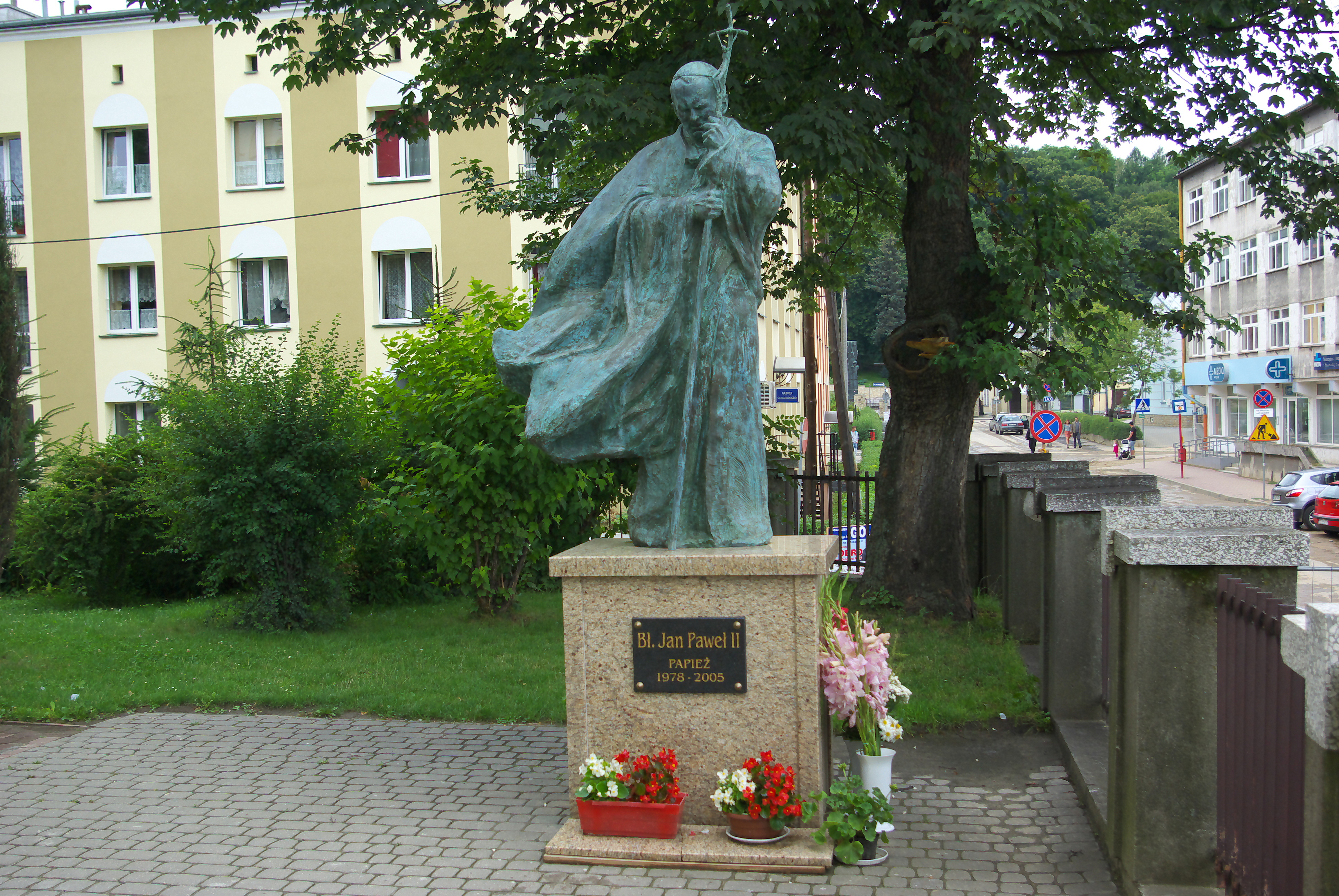
Pomnik Jana Pawła II obok kościoła

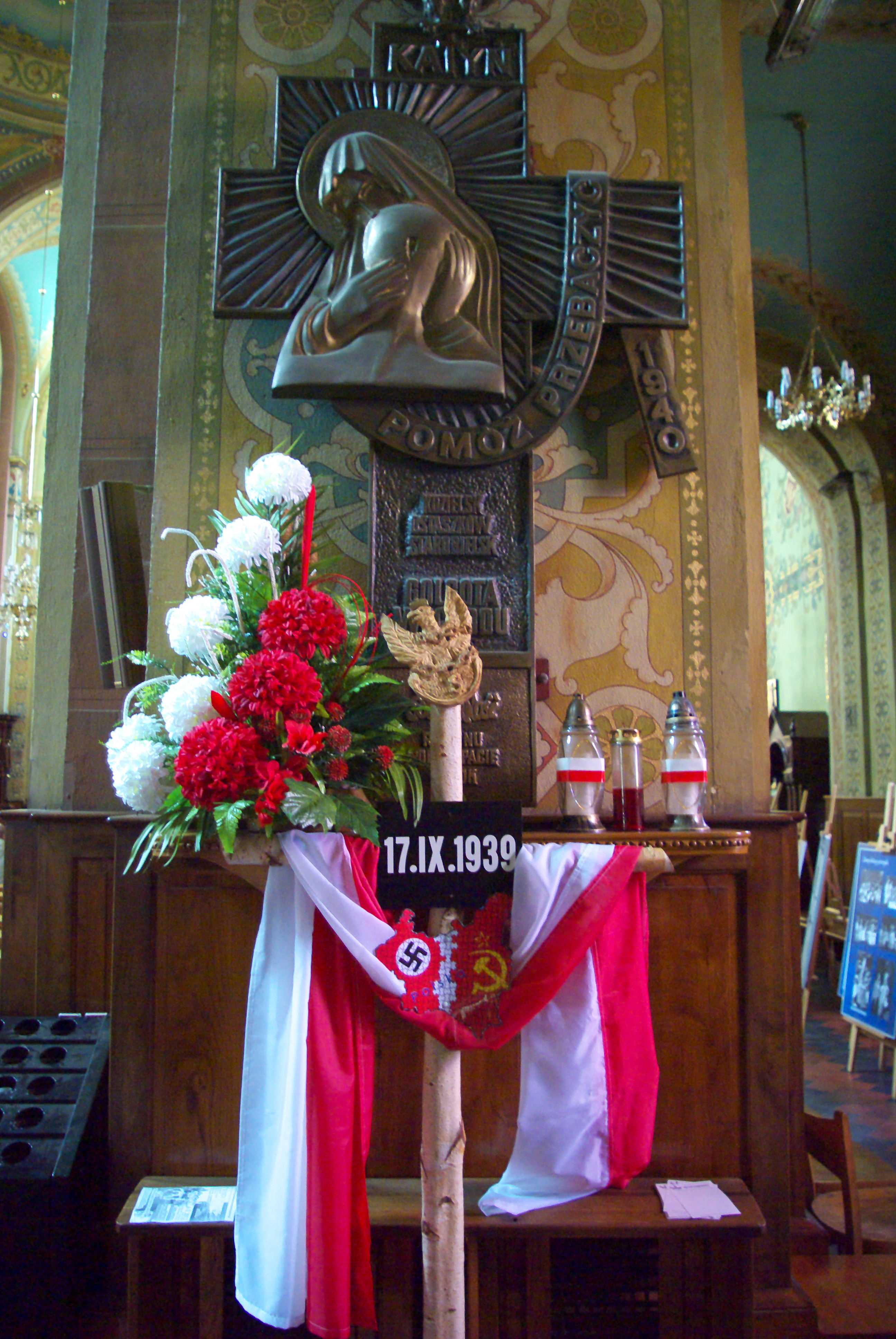
Płaskorzeźba Golgota Wschodu

- Płyta nagrobna starosty sanockiego Sebastiana Lubomirskiego z 1558 roku, pierwotnie pochodząca z kościoła pw. Michała Archanioła (odkopana podczas prac archeologicznych na placu św. Michała w 1892 roku). Umieszczona w obecnym miejscu w 1953 roku. Inskrypcja głosi: "Sebastian Lubomirski starosta sanocki † 18.IV.1558 r. Odkopano w r. 1892 na placu św. Michała, na którym stał kościół parafialny z wieku XIV. Spalony w r. 1782. Odnowiono i tu umieszczono 1953 r"[58].
- Epitafium poświęcone ks. Franciszkowi Salezemu Czaszyńskiemu (1811-1898), głównemu fundatorowi kościoła[59]. Inskrypcja brzmi: "D.O.M. ś.p. Księdzu Franciszkowi Czaszyńskiemu ur. 1812 zm. 1898 proboszczowi i głównemu fundatorowi kościoła wdzięczni parafianie R.I.P."[60][61].
- Epitafium poświęcone Zygmuntowi Boleście Kozłowskiemu (1831-1893)[62]. Ufundowana przez szlachtę Ziemi Sanockiej. Inskrypcja brzmi: "D.O.M. Zygmuntowi Boleście Kozłowskiemu ur. 1 maja 1831 r. † 9 października 1893 r. Długoletniemu posłowi sanockiemu wdzięczna szlachta tej ziemi. Z odwagą i hartem duszy walczył w obronie praw kościoła i narodu, potomnym przykład naśladowania godny zostawił. Cześć pamięci"[63].
- Tablica pamiątkowa w 500. rocznicę zwycięstwa w Bitwie pod Grunwaldem z 1410 roku[64]. Ustanowiona w 500-tną rocznicę wydarzenia[65]. Inicjatorem był dyrektor sanockiej fabryki wagonów, Ludwik Eydziatowicz, a tablicę wykonał Adam Lewanowicz[66]. Odsłonięta 29 czerwca 1910[61] lub 15 lipca 1910 roku[67]. Inskrypcja głosi: "Na pamiątkę 500 letniej rocznicy wiekopomnego zwycięztwa oręża polskiego pod Grunwaldem 1410 1910"[68].
- Tablica pamiątkowa z popiersiem Jana III Sobieskiego ustanowiona w 250. rocznicę zwycięstwa w Bitwie pod Wiedniem z 12 września 1683 roku[64]. Znajduje się na niej inskrypcja "Jan III Sobieski król Polski 17.VII.1629-17.VI.1696. W 250 rocznicę zwycięstwa pod Wiedniem i ocalenia chrześcijaństwa od nawały tureckiej"[69][70]. Odsłonięcia dokonał 1 października 1933 roku ks. proboszcz Bartłomiej Krukar[71].
- Tablica pamiątkowa poświęcona Józefowi Piłsudskiemu (1867-1935)[72]. Umieszczono na niej cytat myśli marszałka: "”...Zwyciężyć i spocząć na laurach – to klęska./ Być zwyciężonym i nie ulec – to zwycięstwo.”" oraz inskrypcja główna: "Józef Piłsudski 1867-1935. Twórca Legionów, zwycięski wódz w wojnie r. 1920 w obronie niepodległości, wybitny mąż stanu, pierwszy marszałek Rzeczypospolitej. W 50. rocznicę śmierci i 65. zwycięskiej wojny z 1920 roku. W głębokim hołdzie społeczeństwo Sanoka. A.D. 1985"[73]. Została poświęcona i odsłonięta 26 maja 1985 roku przez ks. bpa sufragana przemyskiego Tadeusza Błaszkiewicza[74][75][76][77]. W uroczystości uczestniczyli ostatni żyjący legioniści[37]. Projektantem i wykonawcą był Jerzy Bieda. Przeciwko ustanowieniu tablicy zaprotestował anonimowy autor (podpisany jako OB.W.) artykułu pt. W czyim imieniu?, opublikowanego w wydaniu pisma „Gazeta Sanocka – Autosan” nr 19 z 1-10 lipca 1985[78][79] (według ks. Adama Sudoła i Franciszka Oberca autorem publikacji był redaktor naczelny gazety, Wiesław Koszela)[80][81][82]. W wydaniu gazety nr 22 z 1-10 sierpnia 1985 w artykule pt. O tym „w czyim imieniu?” raz jeszcze przyznał się do autorstwa opisanego artykułu oraz rozwinął swoje racje w odniesieniu do działalności i rządów J. Piłsudskiego w okresie II RP[83][84].
- Krzyż „Golgota Wschodu” w formie reliefu, upamiętniający ofiary zbrodni katyńskiej[85][86][87]. Upamiętnienie ustanowiono w ramach akcji pod nazwą „Golgota Wschodu – Polska pamięta”, zainicjowanej przez Kapelana „Rodzin Katyńskich”, pochodzącego z Sanoka ks. Zdzisława Peszkowskiego, który był jeńcem obozu w Kozielsku 1939-1940 i uniknął śmierci w Katyniu[85][87]. Przedsięwzięcie podjęto w 55. rocznicę zbrodni katyńskiej poprzez ustanowienie krzyża w 55 kościołach[85][87]. W centrum krzyża jest naniesiony wizerunek Matki Bożej Katyńskiej z rozchodzącymi się promieniami[85][86][87]. Nad krzyżem został umieszczony emblemat orła Wojska Polskiego[85][86][87]. Poniżej orła znajduje się napis „Katyń”[87]. Krzyż jest przepasany szarfą z napisem „Pomóż przebaczyć 1940”, zaś u dołu krzyża wymieniono pozostałe miejscowości kaźni: „Kozielsk, Ostaszków, Starobielsk” oraz poniżej inskrypcja „Golgota Wschodu”[85][86][87]. Płaskorzeźba ma wymiary 210 x 120 cm, została wykonana z brązu w zakładzie odlewniczym w Grudziądzu, a fundatorem był NSZZ „Solidarność” Region Podkarpacie, wymieniony w inskrypcji pod krzyżem[85][86][87]. Krzyż został odsłonięty 18 listopada 1995, umieszczony wewnątrz świątyni na prawy filarze z przodu nawy głównej świątyni; w trakcie mszy św. tego dnia homilię wygłosił ks. Peszkowski[85][88][86][87][89].
- Tablica pamiątkowa dla uczczenia pamięci żołnierzy SZP-ZWZ-AK Obwodu Sanok (SZP-AK) i dowódców (Michał Tokarzewski-Karaszewicz, Tadeusz Komorowski, Leopold Okulicki) oraz żołnierzy 2 Pułku Strzelców Podhalańskich, którzy do 1939 roku stacjonowali w Sanoku[90]. Inskrypcja głosi: "Żołnierzom ZWZ-AK Obwodu Sanok (SZP-ZWZ) AK i ich komendantom głównym gen. M. Tokarzewskiemu „Torwid”, gen. S. Roweckiemu „Grot”, gen. T. Komorowskiemu „Bór”, gen. L. Okulickiemu „Niedźwiadek”. Żołnierzom 2 Pułku Strzelców Podhalańskich. W 42 rocznicę wymarszu oddziału partyzanckiego „Południe”. Społeczeństwo Ziemi Sanockiej. A.D. 1986"[91]. Została odsłonięta 6 lipca 1986 przez oficera przedwojennego sanockiego pułku, Edwarda Łabno i poświęcona przez kapelana AK, ks. infułata Jana Stączka[92][93][94][95][96][97]. Inicjatorami powstania tablicy byli Marian Witalis[98] i ks. Adam Sudoł. W wydaniu „Gazety Sanockiej – Autosan” nr 21 z 20-31 lipca 1986 w artykule pt. Dzielić i rządzić?! redaktor naczelny pisma Wiesław Koszela w obszernym artykule wyraził protest przeciw ustanowieniu tablicy[37][80][99][100][101]. Tezy jego artykułu zostały podzielone przez Władysława Gąsiorowskiego i Mirosława Musiała, których korespondencja do czasopisma została opublikowana w wydaniu gazety nr 23 z 10-20 sierpnia 1986[102][103].
- Tablica upamiętniająca Wielki Jubileusz Roku 2000 z inskrypcją "Iubilaeum A.D. 2000".
- Tablica pamiątkowa poświęcona działalności NSZZ Solidarność Region Podkarpacie w latach 1980-2005. Inskrypcja głosi: "Solidarność »Tylko naród wolny duchowo i miłujący prawdę może trwać i tworzyć dla przyszłości« 1980 Sanok 2005 Region Podkarpacie"[104]. Autorem cytatu zawartego w treści jest, niewymieniony na tablicy, bł. ks. Jerzy Popiełuszko (słowa z dnia 25 września 1983)[105].
- Tablica upamiętniająca powstanie Związku Sybiraków w 1928 roku, ustanowiona w 80. rocznicę powstania w 2008. Została odsłonięta podczas obchodów „Dnia Katyńskiego” 13 kwietnia 2008[106].
- Tablica upamiętniająca pierwszą rocznicę katastrofy smoleńskiej z 10 kwietnia 2010 roku. Ufundowana przez Społeczny Komitet Upamiętnienia Ofiar Katastrofy pod Smoleńskiem. Poświęcona 9 kwietnia 2011 roku[107]. Widnieje na niej wizerunek pary prezydenckiej Lecha i Marii Kaczyńskich oraz upamiętnienie 96 ofiar katastrofy. Główna inskrypcja głosi: "W pierwszą rocznicę katastrofy smoleńskiej. 10.04.2011 Sanoczanie", zaś wokół podobizny pary prezydenckiej treść: "96 Polakom w służbie najjaśniejszej Rzeczypospolitej. Smoleńsk 10.04.2010".
  - Tabliczka o treści Wdzięczni za 95 lat sanockiego harcerstwa. 23 września 2006. Zuchy, harcerze, instruktorzy Hufca ZHP Ziemi Sanockiej. Drewniana, wraz z herbem harcerstwa, umieszczona obok lewego ołtarza.
  - Tablica na pamiątkę jubileuszu 100-lecia sanockiego harcerstwa. Ustanowiona 24 września 2011 roku. Zawiera herb harcerstwa oraz inskrypcję, na którą składa się tekst przysięgi harcerskiej: „Mam szczerą wolę całym życiem pełnić służbę Bogu i Polsce, nieść chętną pomoc bliźnim i być posłusznym Prawu Harcerskiemu.” Na pamiątkę jubileuszu 100-lecia sanockiego harcerstwa zuchy, harcerze i instruktorzy Hufca ZHP Ziemi Sanockiej im ks. hm. Zdzisława Peszkowskiego. Sanok, 24 września 2011.

## Epitafia
- Epitafium poświęcone ks. Franciszkowi Salezemu Czaszyńskiemu (1811-1898), głównemu fundatorowi kościoła. Inskrypcja brzmi: D.O.M. ś.p. Księdzu Franciszkowi Czaszyńskiemu. Ur. 1812, † 1898. Proboszczowi i głównemu fundatorowi kościoła wdzięczni parafianie R.I.P.[60].
- Epitafium poświęcone Zygmuntowi Boleście Kozłowskiemu (1831-1893). Ufundowane przez szlachtę Ziemi Sanockiej. Inskrypcja brzmi: D.O.M. Zygmuntowi Boleście Kozłowskiemu ur. 1 maja 1831 r. † 9 października 1893 r. Długoletniemu posłowi sanockiemu wdzięczna szlachta tej ziemi. Z odwagą i hartem duszy walczył w obronie praw kościoła i narodu, potomnym przykład naśladowania godny zostawił. Cześć pamięci[63].

## Obrazy i inne obiekty
- Na przełomie XIX/XX wieku do kościoła trafiały wyroby brązownika sanockiego Aleksandra Piecha[108][109].
- W kościele znajdują się dwa obrazy autorstwa pochodzącego z Sanoka malarza, Michała Leszczyńskiego[110].
- Obrazy stacji Drogi Krzyżowej z 1941, obraz św. Teresy w bocznym ołtarzu wykonał Władysław Lisowski[111][112]; ten sam malarz w latach 30. XX wieku wykonał wraz z Maksymilianem Słuszkiewiczem dekorację Grobu Pańskiego[113].
- Obrazy: Zygmunta Gorazdowskiego, Ojca Pio, Jezu Ufam Tobie.
- Wśród witraży są: św. Michała i św. Tadeusza ufundowane przez Rudaków i Słuszkiewiczów, św. Józefa i Matki Boskiej ufundowane przez inż. Wilhelma Szomka i jego żonę, Władysławę (1906). Kolejne witraże pochodzą z 1994: św. Brata Alberta (ufundowany przez Janusza Stachowicza), św. Rafała Kalinowskiego, błog. siostry Faustyny Kowalskiej, ks. Jerzego Popiełuszki (ufundowany przez ks. Adama Sudoła), które 5 marca 1995 poświęcił bp. Stefan Moskwa[114][115].
- Surmia bignoniowa zasadzona przy zachodniej fasadzie kościoła 14 listopada 2004 roku podczas obchodów 100-lecia Towarzystwa Przyjaciół Sanoka i Ziemi Sanockiej[116]. Inskrypcja na tabliczce informuje: TUMS. Surmia bignoniowa. Catalpa bignonioides nana. W stulecie utworzenia Towarzystwa Upiększania Miasta Sanoka. Zarząd Okręgu bieszczadzkiego LOP. Sanok, listopad 2004.

## Plebania
Od 10 maja 1981 do 15 kwietnia 1989 kancelaria parafialna funkcjonowała w kamienicy przy ówczesnej ul. J. Dąbrowskiego 10. Obecna plebania parafii położona jest w osobnym budynku przy południowej stronie kościoła, pod adresem ulicy Grzegorza z Sanoka 5. Za wykonanie projektu plebanii odpowiadał inż. Bogusław Hofbauer, zaś budynek zyskał przydomek „sanocki belweder”.

## Inne informacje
- Ślub w kościele brali m.in.: w 1905 dr Stanisław Domański i Janina Nowak[121], w 1911 Stanisław Borowiczka i Helena Bośniacka[122], w 1912 Józef Rec i Antonina Germak[123], w 1913 Franciszek Stok i Maria Prochaska[124][125], w 1929 Bronisław Jahn i Kazimiera Korczyńska[126], w 1940 Antoni Żubryd i Janina Praczyńska[127].
- 30 października 1918 został ochrzczony w kościele ks. hm Zdzisław Peszkowski[128].
- Po 1945 z wieży kościelnej muzyk Władysław Wiśniowski odgrywał melodie religijne[129].
- Po zwolnieniu z miejsca odosobnienia w Komańczy (26 października 1956) prymas Polski Stefan Wyszyński odprawił w kościele mszę świętą, gromadzącą kilka tysięcy wiernych[130].
- 3 lutego 1974 biskup Tadeusz Błaszkiewicz poświęcił w Sanoku przynależącą do parafii filialną kaplicę rektoralną św. Maksymiliana Marii Kolbego, położoną przy ulicy Zagrody w pobliżu I Liceum Ogólnokształcącego im. Komisji Edukacji Narodowej[131].
- 20 października 1984 miało miejsce włamanie do kościoła o charakterze rabunkowym[132][133].
- Do śmierci w 1990 organistą w kościele przez 25 lat był Feliks Bieda[134].